# Напье, Уилфрид Фокс
Уилфрид Фокс Напье (англ. Wilfrid Fox Napier; род. 8 марта 1941, Свартберг, Южно-Африканский Союз) — южноафриканский кардинал, францисканец. Епископ Кокстада с 29 ноября 1980 по 29 мая 1992. Архиепископ Дурбана с 29 мая 1992 по 9 июня 2021. Апостольский администратор Умзимкулу с 1 августа 1994 по 31 декабря 2008. Кардинал-священник с титулом церкви Сан-Франческо-д’Ассизи-ад-Ачилия с 21 февраля 2001. 